# Caradrina kadenii
Caradrina kadenii, zuweilen auch als Südliche Staubeule oder als Kadens Staubeule bezeichnet, ist ein Schmetterling (Nachtfalter) aus der Familie der Eulenfalter (Noctuidae).

## Beschreibung

### Falter
Die Flügelspannweite der Falter beträgt 30 bis 35 Millimeter. Die Vorderflügeloberseite zeigt eine bleigraue Grundfarbe. Sehr deutlich hebt sich die große, dunkle Nierenmakel hervor. Die Ringmakel ist zu einem schwarzen Punkt reduziert. Die Querlinien sind undeutlich. Am Vorderrand sind einzelne dunkle Flecke erkennbar. Die zeichnungslose Hinterflügeloberseite ist von weißlicher Farbe.

### Ei
Das hellgelbe Ei hat eine kugelige Form. Die Oberfläche zeigt etwa 30 deutliche, gerade Längsrippen, von denen ungefähr die Hälfte die Mikropylzone erreicht. Außerdem sind sehr feine Querrippen vorhanden.

### Raupe
Ausgewachsene Raupen haben eine helle rötlich graue Grundfärbung und besitzen eine dünne, am hinteren Teil unterbrochene oder fehlende helle Rückenlinie. An den Seiten sind sie dunkelgrau gerieselt. Der Kopf hat eine schwarzbraune Farbe.

### Puppe
Die gelbbraune, Puppe ist am Kremaster mit vier Hakenborsten versehen.

### Ähnliche Arten
Bei Caradrina proxima sowie der Heu-Staubeule (Caradrina clavipalpis) ist die Grundfärbung blasser und die Makel heben sich in der Regel weniger markant hervor.

### Unterarten
Aus der Literatur sind folgende Unterarten bekannt:
- Caradrina kadenii kadenii Freyer, 1836
- Caradrina kadenii insularis Hacker, 2004

## Verbreitung und Lebensraum
Caradrina kadenii kommt in Südeuropa meist lokal vor. Die östliche Ausdehnung erstreckt sich bis nach Kleinasien und Südrussland. Zu Beginn des 21. Jahrhunderts wurde eine Arealausbreitung  in Richtung Norden festgestellt und es wurden Falter in Deutschland und Südengland nachgewiesen.  Die Unterart Caradrina kadenii insularis lebt auf Sizilien.  Hauptlebensraum der Art sind warme, felsige Gegenden.

## Lebensweise
Die nachtaktiven Falter bilden zwei Generationen pro Jahr, die im Frühjahr bzw. im Spätsommer und Frühherbst anzutreffen sind. Sie fliegen künstliche Lichtquellen. Die Raupen ernähren sich von niedrigen Kräutern und überwintern.

## Synonyme
- Platyperigea kadenii (Freyer, 1836)